# Associação Chapecoense de Futebol
Associação Chapecoense de Futebol, běžně známý jako Chapecoense (zkratkou ACF), je brazilský fotbalový klub sídlící ve městě Chapecó ve státě Santa Catarina.
Do povědomí veřejnosti mimo Jižní Ameriku se klub dostal kvůli letecké katastrofě letu LaMia Airlines 2933, kterým cestovali jeho hráči na první zápas finále soutěže Copa Sudamericana 2016 proti kolumbijskému mužstvu Atlético Nacional. Atlético navrhlo jihoamerické fotbalové konfederaci CONMEBOL jako gesto fair play titul přenechat Chapecoense, což se také stalo.

## Let LaMia Airlines 2933
Večer 28. listopadu 2016 letadlo LaMia Airlines 2933 se 77 lidmi na palubě včetně zaměstnanců a hráčů z klubu havarovalo 30 kilometrů od Medellínu v Kolumbii. Zemřelo 71 lidí včetně 21 novinářů a téměř celého první týmu a zaměstnanců klubu. Podle BBC 6 cestujících přežilo. Přeživší hráči jsou levý obránce  Alan Ruschel, náhradní brankář Follmann (kterému amputovali jednu nohu  v důsledku  zranění) a stoper Neto. Brankář Danilo  havárii přežil, ale později zemřel v nemocnici. Devět fotbalistů klubu letadlem necestovalo.

## Úspěchy
- Copa Sudamericana: 1

2016
- Campeonato Catarinense: 5

1977, 1996, 2007, 2011, 2016
- Copa Santa Catarina: 1

2006
- Taça Santa Catarina: 1

1979
- Taça Plinio Arlindo de Nez: 1

1995
- Campeonato Seletivo: 1

2002
- Copa da Paz: 1

2005

## Aktuální soupiska
Podle kolumbijského úřadu letectví bylo v letadle 22 hráčů (let LaMia Airlines 2933 z 28. 11. 2016). O 19 z nich se předpokládá, že zemřeli, a brankář Jakson Follmann utrpěl zranění znemožňující pokračování kariéry.
| Číslo |          | Pozice | Hráč          |
| ----- | -------- | ------ | ------------- |
| 3     | Brazílie | O      | Rafael Lima   |
| 4     | Brazílie | O      | Neto          |
| 7     | Brazílie | Z      | Lourency      |
| 10    | Brazílie | Z      | Hyoran        |
| 12    | Brazílie | B      | Marcelo Boeck |
| 17    | Brazílie | Z      | Andrei Alba   |
| 28    | Brazílie | Z      | Moisés        |
| 29    | Brazílie | Ú      | Pedro Perotti |

| Číslo |           | Pozice | Hráč                                   |
| ----- | --------- | ------ | -------------------------------------- |
| 30    | Brazílie  | Z      | Neném                                  |
| 31    | Brazílie  | Z      | Lucas Mineiro                          |
| 32    | Brazílie  | Z      | Lima                                   |
| 37    | Brazílie  | B      | William Bergamin                       |
| 41    | Brazílie  | O      | Cláudio Winck (host. z Internacionalu) |
| 44    | Brazílie  | O      | Demerson                               |
| 87    | Argentina | Ú      | Alejandro Martinuccio                  |
| 89    | Brazílie  | O      | Alan Ruschel (host. z Internacionalu)  |